# Dahon

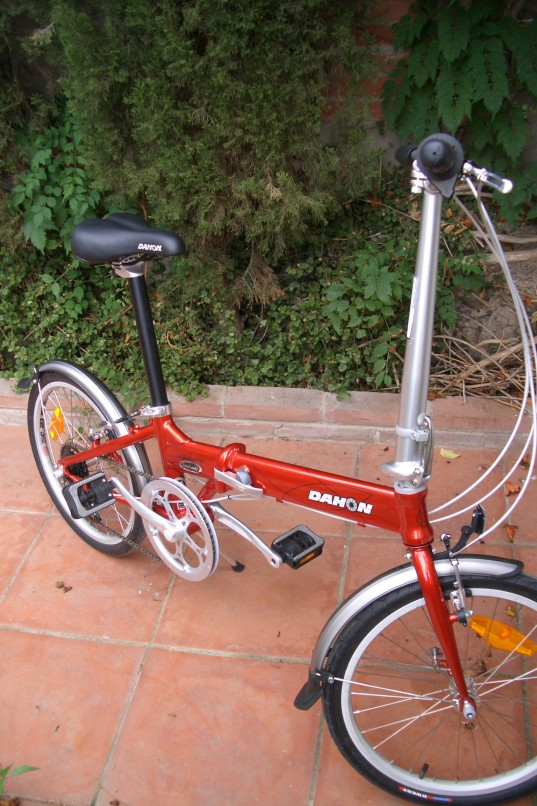
Skládací kolo Dahon připravené k jízdě

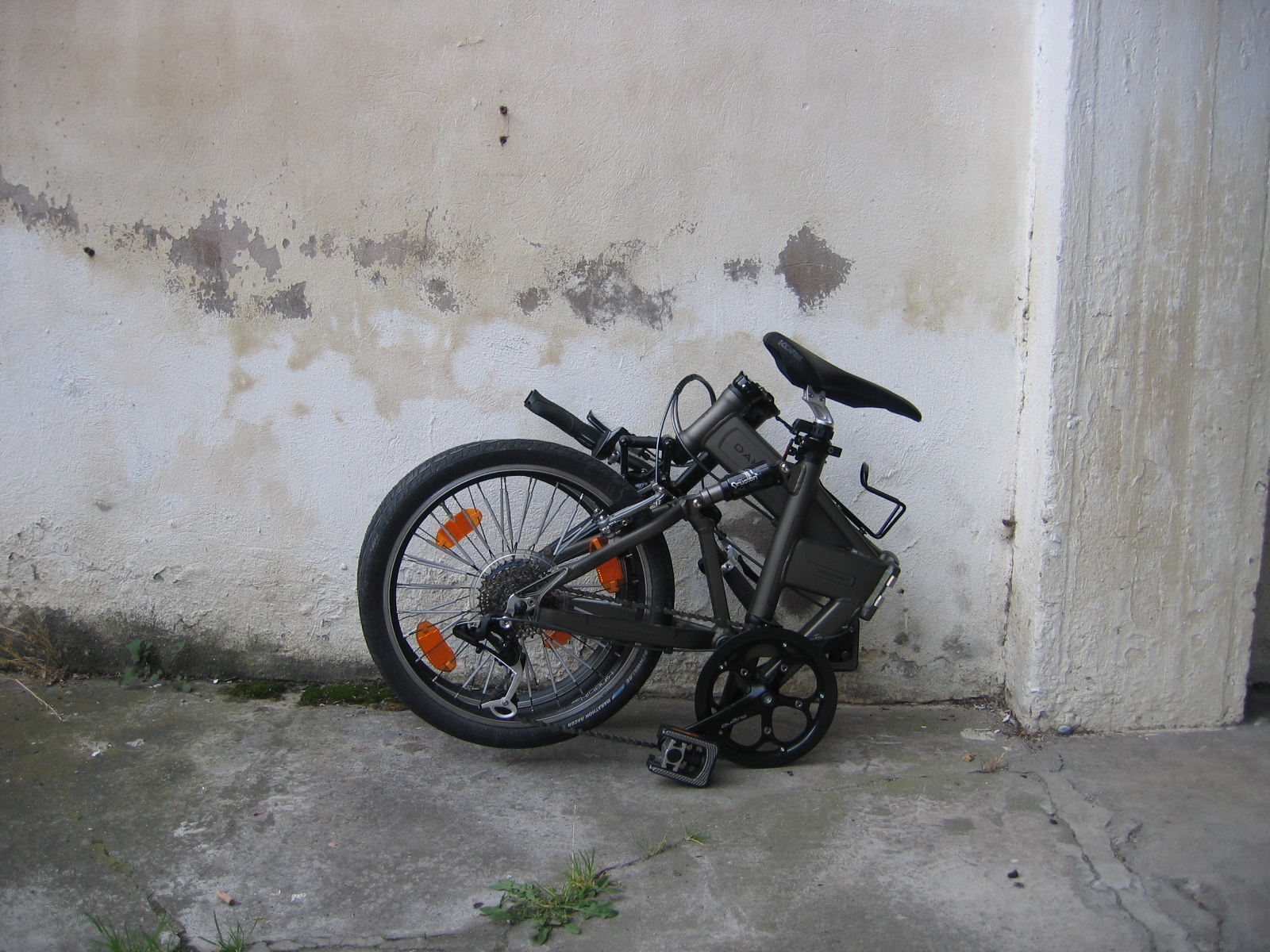
Celoodpružený model Jetstream P8 ve složené podobě

Firma Dahon je největší světový výrobce skládacích jízdních kol, v roce 2006 ovládala dvě třetiny tohoto trhu. Byla založena Davidem T. Honem v roce 1982 a její ředitelství sídlí v Los Angeles v Kalifornii. Výrobny má na Tchaj-wanu, v Macau, v Číně a v České republice. Značnou část výrobků produkuje také jako OEM zakázky u společnosti INSERA v Indonésii. V podstatě totožné výrobky pak společnost Insera vyrábí pod vlastní značkou POLYGON s obchodními názvem Urbano.
Dahon vyrábí skládací kola různých rozměrů, od kol s šestnáctipalcovými koly až po kola s koly osmadvacetipalcovými, i s různým vybavením — některá kola jsou vybavena přesmykači, jiná nábojovými převodovkami. V roce 2009 firma představila také skládací elektrokolo. V České republice montuje kola pro firmu Dahon společnost 4EVER ze Studénky.
V roce 2011 se po neshodách značná část firmy oddělila a založila vlastní konkurenční značku Tern.